# Indiabulls 房產信託
Indiabulls房產信託（Indiabulls Properties Investment Trust，SGX：F3EU），在2008年由印度Indiabulls集團分拆為首家在印度經營房地產信託基金上市，主要从事收购办公楼面。
總部位於36 Robinson Road #17-01 City House Singapore 068877。主席為Chatri Trisiripisal，以及總裁為Tarun Tyagi。該股份在2008年6月11日於新加坡交易所主板上市。招股價為1新加坡元至1.1新加坡元之間，發行股份為262,483,183股，集資額為262,483,183至289,000,000新加坡元之間。

## 主要資產
- ONE INDIABULLS CENTRE
- ELPHINSTONE MILLS

## 連結
- Indiabulls.com（页面存档备份，存于）